# Los principios del placer
Los principios del placer (título original en inglés: The Principles of Pleasure) es una docuserie original de Netflix de 2022, dirigida por Niharika Desai y narrada por la actriz Michelle Buteau, que examina el mundo del placer femenino y la falta de comprensión que lo rodea en la ciencia moderna. Consta de tres episodios y se estrenó en la plataforma de streaming Netflix el 22 de marzo de 2022.
El lenguaje y la narración utilizada es coloquial y entretenida aunque con información brindada por profesionales especializados, lo que permite a todo tipo de público el conocimiento sobre las mujeres y el placer sexual.

## Argumento
La serie busca empoderar y educar a los espectadores sobre el cuerpo femenino y el placer femenino. Los temas discutidos en la serie van desde la historia de la educación sexual, la brecha del orgasmo, los roles de género en los medios y la sociedad, la falta de investigación sobre la sexualidad de las mujeres que se remonta a siglos atrás y el consentimiento.
Entre los entrevistados incluyen a Emily Nagoski, autora del libro Tal como eres: La sorprendente nueva ciencia que transformará tu vida sexual, quien a través de un títere de una vulva enseña que la vulva contiene los labios, la vagina y el clítoris.

## Episodios
La serie dirigida por Niharika Desai presenta tres capítulos:
- Nuestros cuerpos
- Nuestras mentes
- Nuestras relaciones

## Recepción
Los principios del placer ha recibido críticas positivas de los críticos que elogiaron la serie por enfatizar «que las mujeres de color, las mujeres trans, las mujeres gordas y las mujeres con discapacidad en particular [generalmente] quedan excluidas del diálogo, y la mayoría de los educadores sexuales son blancos, cisgénero y sin discapacidad. Este no es el único reconocimiento único en la docuserie. Por el contrario, el proyecto se encuentra constantemente, parafraseando a un entrevistado, cómo el mundo se relaciona con nuestros cuerpos y cómo eso afecta nuestra capacidad de ser sexual. Es una línea de fondo».
Beth Ashley de The Guardian señaló: «Parte de la importancia del programa radica en resaltar lo atrasada que está incluso la ciencia sobre el tema... La psicóloga Lori Brotto y la psicofisióloga sexual Nicole Prause explican cómo muchas propuestas de investigación, incluida la propia Prause, que podrían descubrir mucha información faltante sobre los orgasmos femeninos, la eyaculación, la excitación y la disfunción han sido rechazadas debido a la incomodidad masculina en la comunidad científica». Ashley elogió el programa por su manejo del tema del consentimiento y dijo: «Es refrescante ver que [el placer femenino] se discute tan abiertamente en la pantalla».